# Boris Kuznetsov
Boris Kuznetsov, född den 23 februari 1947 i Astrachan, dåvarande Sovjetunionen, död 3 maj 2006, var en sovjetisk boxare som tog OS-guld i fjäderviktsboxning 1972 i München. I finalen besegrade han Philip Waruinge från Kenya med 3-2. Under sin karriär vann han 237 av 249 matcher.